# Julio César Londoño
Julio César Londoño (Palmira, Colombia, 1 de noviembre de 1953) es un escritor, crítico literario, ensayista, biógrafo y cuentista colombiano. Actualmente escribe para reconocidos periódicos y medios nacionales como El País de Cali, El Espectador, Cromos, Arcadia, El Malpensante y Donjuán. 

## Obras

#### Cuento
- Sacrificio de dama, 1994
- Los geógrafos, 1999
- Cuentos exactos, 2016

#### Ensayo y divulgación científica
- La biblioteca de Alejandría, 1995
- La ecuación del azar, 1997
- Por qué las moscas no van al cine: artículos de ciencias y humanidades, 2004
- ¿Por qué es negra la noche?: los genios, el cuerpo, el sexo y las palabras, ensayos, 2010
- El espejo y la moneda, 2012
- Los pasos del Escorpión y otros ensayos, 2017
- El cerebro y la Rosa, 2020
- La letra el número y la cosa, 2022

#### Periodismo
- Nuestros ídolos: retratos no autorizados, 2005

#### Novela
- Proyecto piel, 2008

#### Historia regional vallecaucana
- Manuelita 140 años 1864-2004: una mirada literaria al grupo empresarial, 2004
- Universidad Autónoma de Occidente-Cali: 35 años de aportes al desarrollo de Colombia, 2006
- Manuel Carvajal Sinisterra, una vida dedicada a generar progreso con equidad, 2016

#### Antología
- ZigZag: Antología personal (2da ed.), 2011

## Análisis de su obra
- Proyecto piel de Julio César Londoño de Aleyda Roldán (2011)
- Al Cesar lo que es del Cesar de Edgard Collazos Córdoba (2019)

## Reconocimientos
- En 1988 ganó el Concurso Nacional de Cuento, de la Cámara de Comercio de Bogotá, con el cuento El suicida. [1]
- En 1989 ganó el Concurso Nacional de Cuento, de la Cámara de Comercio de Bogotá, con el cuento La matrona babilónica.[1]
- En 1992 ganó el premio en VII Concurso El Cuentista Inédito Alejo Carpentier, en La Habana, por su cuento Sacrificio de dama.[1]
- En 1992 ganó el primer premio del XVIII Concurso de Cuento de Ciencia Ficción de la Universidad de Veracruz, con el cuento La ciencia y el hombre.[2]
- En 1993 recibe Mención de Honor el Premio Plural de Ensayo.[3]
- En 1993 el Concejo municipal de Palmira lo declara hijo ilustre de la ciudad por la trascendencia de su trabajo literario en el país y en el exterior (Resolución n.º 091 del 20 de enero de 1993).[3]
- En 1997 ganó el premio Jorge Isaacs de Ensayo Científico, de Cali, por su texto La ecuación del azar.[3]
- y el Carlos Castro Saavedra, de Medellín.
- En 1998 ganó el Premio Juan Rulfo de cuento en París.[4]
- En 2007 fue una de las diez finalistas en el Premio Iberoamericano de Narrativa Planeta-Casa de América, Madrid-Bogotá, con su novela Proyecto Piel.[4]
- En 2012 recibe el Premio de Periodismo Rodrigo Lloreda, a mejor columna de opinión por Los centavos de la infamia, una mirada irónica a la puja por al aumento del salario mínimo en Colombia.[3]
- En 2014 ganó el Premio Simón Bolívar en la categoría de crítica literaria, Bogotá, con su texto Las agonías del estilo[4][5]
- En 2024 recibe la Orden ‘Ricardo Nieto´ por parte de la Alcaldía de Palmira.[6][7]